# 와이파이스 퓨너럴
이사야 리브라(Isaiah Rivera) (1997년 3월 20일생),  와이파이스 퓨너럴(Wifisfuneral)로 알려져 있는 그는 미국 플로리다주 웨스트 팜 비치 출신의 미국 래퍼이다. 그는 그의 브레이크스루 믹스테잎인 Black Heart Revenge, When Hell Falls, Ethernet, 그리고 Boy Who Cried Wolf로 유명하다. 그는 알라모 레코드와 엠파이어 레코드와 계약했고, 이전에 인터스코프 레코드와 계약했다. 2020년 초, 그는 은퇴를 선언했지만, 이듬 해 그가 데뷔 앨범 Pain?을 발표하면서 거짓으로 판명되었다.

## 생애
1997년 3월 20일, 이사야 리브라(Isaiah Rivera)는 뉴욕 브롱크스 자치구에서 푸에르토리코인 어머니와 자메이카인 아버지 사이에서 태어났다. 그는 그의 어머니에 의해 길러졌다. 브롱크스에서 프리스타일 배틀 랩퍼였던 그의 친아버지는 그가 겨우 3살이었을 때 가족을 떠났다. 그가 7살이 되었을 때, 가족은 플로리다의 팜 비치로 이사했고, 어머니와 의붓아버지는 그가 12살 때 헤어졌다.
그는 또한 Izzy Kill$로 유명했지만, 얼마 되지 않아 그의 친구인 DJ Scheme이 왔을 때,  와이파이스 퓨너럴(Wifisfuneral)로 이름을 바꾼다. 리베라의 힙합에 대한 관심은 그가 퍼프 대디, Ma$e와 함께 비기의 헌정물 "Mo Money Mo Problems" 뮤직비디오를 처음 봤을 때 시작되었다.

### 2016–2017: Early careerBlack Heart Revenge,When Hell Falls, &Boy Who Cried Wolf
고등학교를 중퇴하고 2학년 때 집에서 쫓겨난 후, 그는 힙합 산업에서의 성공에 대한 꿈을 이루기 시작했다. 이 시기에 음악을 녹음하는 동안, 그는 코카인, 자낙스, 애더럴과 같은 약물 남용 문제와 싸웠다.  블랙 하트 리벤지를 작업하는 동안, 그는 의도치 않게 코카인과 아데롤을 과다 복용했다. 회복 후, 그는 중독을 억제하면서 앨범 작업을 재개했다.
리베라는 2017년 1월 27일 "When Hell Falls on"를 발매했다. 그것은 원래 그의 유서였지만, 그는 대신 그것을 앨범으로 바꾸기로 결정했다. 이 프로젝트는 완료하는 데 총 2주가 걸렸고, 발매되자마자 알라모 레코드와 인터스코프 레코드의 관심을 끌게 되었다. 그의 다음 믹스테이프인 "Boy Who Wold Wolf"는 이솝의 유명한 우화에서 따왔다.그는 또한 2015년부터 2017년까지, XXX텐타시온과 스키 마스크 더 슬럼프 갓이 만든 그룹인 멤버스 온리의 멤버였다.

### 2018Ethernet,Conn3ct3d,Leave Me the Fuck Alone
이더넷(Ethernet)은 2018년 5월에 출시될 예정이었으나, 샘플 및 기능 무결성 문제로 인해 연기되었다. 이 음반은 식별할 수 있는 곡 "Youngiles"를 포함해 2018년 6월 8일 공식 발매되었다.
2018년 6월 12일, 그는 스키 마스크 더 슬럼프 갓, 릴 펌프, JID와 같은 다른 떠오르는 래퍼들과 함께 2018년 XXL 신입생 반의 멤버로 선정되었다.
2019년 1월 11일 리베라는 자주 협력하는 롭 뱅크스(Robb Banks)와 공동 프로젝트인 "Conn3ct3d"를 출시했다. Conn3ct3d는 두 명의 공식 싱글로 구성되어 있다. "Movin Slow"는 2018년 4월 19일에 개봉되었고, "Can't Feel My Face"는 2019년 1월 9일에 개봉되었다. 음반에 수록된 두 곡은 발매일 전에 비해서 너무 일찍, 2018년 4월 8일, 2018년 10월 15일 유출되었다. 그 앨범에서 비디오로 나온 첫 곡은 2019년 2월 5일, 공식 싱글 "Can't Feel My Face"였다.

### 2020–현재:Pain?
이전에 음악에서 은퇴할 의사를 밝혔음에도 불구하고, 2020년 8월 28일에 데뷔 앨범 Pain?을 발매했다. 앨범의 컨셉은 그의 시련과 고난을 기록한다., 그는 말했다: "저는 이 앨범을 2년 동안 작업해 왔습니다. 지하방에서 앨범을 만드는 것은 정말 큰 과정이었습니다. 정규 랩을 앨범으로 만들고 싶지 않았고, 모든 곡이 듣는 사람을 위해 감정을 담아내기를 원했습니다."

## 디스코그래피

### 스튜디오 앨범
- Pain?[14] (2020)

### 믹스테잎
- WinterJacket (2012)
- HXPELESS YXUTH (2012)
- The Great Depression (2012)
- 2005ViaMySpace (2013)
- Wifisfuneral 2 (2015)
- Black Heart Revenge (2016)
- When Hell Falls (2017)[15]
- Boy Who Cried Wolf (2017)[16]
- Ethernet Vol. 1 (2018)
- CONN3CT3D (Robb Banks 피쳐링) (2019)
- Ethernet Vol. 2 (2019)
- Ev3rything Sucks (2019)

### EP
- The Vegeta EP (2012)
- Six Hundred & Sixty 6 (2013)
- Wifisfuneral (2014)
- Why Am I Alive? (2014)
- Hunnid Degreez Latino Heat (2015)
- Today, War (2015)
- 18 (2015)
- This is Temporary (2015)
- 19 (2016)
- Last Time Doing Drugs (2018) with Cris Dinero
- Leave Me the Fuck Alone (2018)
- Smoking Mirrors (2021)